# Сірьєль Дюамель
Сірьєль Дюамель (фр. Cyrielle Duhamel, 6 січня 2000) — французька плавчиня.
Призерка юнацьких Олімпійських Ігор 2018 року, учасниця Олімпійських Ігор 2020 року.
Призерка Чемпіонату світу з плавання серед юніорів 2017 року.